# Terratrèmol de Cascàdia de 1700
El terratrèmol de Cascàdia de 1700 fou un sismes que tingué lloc el 26 de gener de 1700 a l'oest dels Estats Units d'una potència que s'estima equivalent a 8,7 - 9 punts en l'escala de Richter. Davant la manca de fonts escrites coetànies, la recerca s'ha dut a terme a partir de les descripcions del tsunami que afectà Japó, conseqüència d'aquest terratrèmol, i del qual sí que hi ha documentació, especialment a la Prefectura d'Iwate.

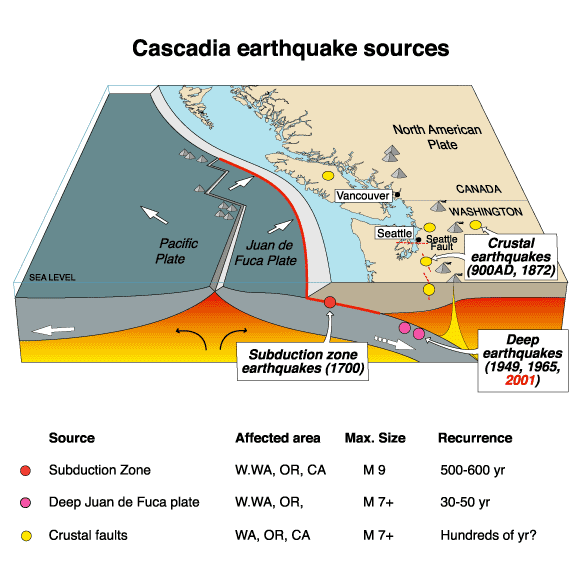
Gràfic que mostra la zona del terratrèmol i l'acció de les plaques implicades

El terratrèmol fou provocat per la subducció de l'extrem de la placa de Juan de Fuca amb la placa nord-americana, continental i, per tant, més densa. Grans onades van envair la costa americana, de les quals queden restes a la vegetació, morta per la salinitat brusca, tal com proven les anàlisis dels sòls i els sediments a la regió (especialment reveladores han estat les anàlisis relacionades amb la Thuja plicata) S'han trobat també restes arqueològiques de poblats abandonats de sobte a la mateixa època, així com llegendes orals que expliquen la lluita entre una balena i un ocell mític que feu tremolar la terra.
Al llarg de 1000 km es va fracturar la terra, amb un desplaçament de plaques de fins a 20 metres en quatre minuts, fet que explica la magnitud del sisme. La zona de Cascàdia, com es coneix aquesta unió geològica, és una àrea de risc sísmic alt, amb possibilitat de grans terratrèmols en el futur, més devastadors per l'augment de la població a la zona, poc preparada per a tsunamis gegantins. Els experts calculen que existeix un 37% de possibilitats que un terratrèmol similar al de 1700 tingui lloc durant el segle xxi, segons els intervals de trencament de la falla de Cascàdia. Cada any la placa oceànica es desplaça 60 mm i cada cert temps es produeix un terratrèmol de consideració per la reubicació del sòl. Es creu que els sismes anteriors al de 1700 van tenir lloc els anys 1310, 810, 400, 170 aC i 600 aC.
La importància d'aquest terratrèmol, a part de la seva magnitud (el sisè en importància des de l'edat moderna), és que es va descriure amb tècniques indirectes i va fer avançar la sismologia. L'anomenat "tsunami orfe", un tsunami que no es podia explicar per cap sisme a la regió del Japó, va posar en marxa una recerca que va permetre detectar l'existència d'aquest desastre natural, abans no consignat als registres. Posteriorment es van realitzar expedicions geològiques al fons de l'oceà que confirmaren un canvi en les capes de les plaques.